# Efecto Proteus
El Efecto Proteus es un fenómeno en que el comportamiento de un individuo, dentro de mundos virtuales, cambia y se adapta a las características de su avatar. Este cambio se debe a que el individuo sabe que otros usuarios de aquel entorno virtual típicamente asocian ciertos comportamientos con aquellas características. El nombre del concepto es una alusión al dios griego Proteo, quien tenía la habilidad de cambiar de forma. El efecto fue introducido por Jim Blascovich, Nick Yee y Jeremy Bailenson en junio de 2007. Está considerado una área de investigación sobre los efectos en el comportamiento provocados por el cambio del avatar de un usuario.

## Visión general
El Efecto Proteus plantea que las características visuales de un avatar están asociadas con estereotipos y expectativas específicos sobre su comportamiento. Cuando un individuo cree que, debido al aspecto de su avatar, otros esperarán  ciertos comportamientos de él, tiende a seguir estos comportamientos. En la vida real, se ha observado que ciertas características físicas, como el atractivo y la altura, están a menudo relacionadas con resultados sociales y profesionales más positivos. Al manipular experimentalmente estas características en entornos virtuales, se ha observado que los individuos se comportan siguiendo estos estereotipos.